# Confessions on a Dance Floor
Confessions on a Dance Floor je deseti studijski album američke pjevačice Madonne. Izdan je 15. studenog 2005. pod diskografskom kućom Warner Bros. Records. Album je apsolutna suprotnost prethodnom albumu American Life (2003.). Inspiracija za ovaj album je proizašla iz disco glazbe 70-ih i 80-ih, te moderne klupske glazbe. Iako je Madonna i na ovom albumu započela suradnju s Mirwais Ahmadzaijem, te snimila nekoliko pjesama, osjetila je kako suradnja ne ide u željenom smjeru. U vrijeme montiranja dokumentarnog filma I'm Going to Tell You a Secret, Madonna je upoznala Stuart Pricea te jet u nastala suradnja iz koje je proizašao skoro cijeli album.
Strukurno je album izgledao kao set DJ-a u noćnom klubu. Pjesme su se nadovezivale jedna na drugu bez stanki, te su imale prijelaze između. Naziv albuma je dobiven iz popisa pjesama. Početak albuma su obilježile vesele pjesme, dok su prema kraju to pjesme s mračnijim tonovima i tekstovima koji govore o ljudskim osjećajima i priznanjima. Pjesme sadrže dijelove iz drugih pjesma poznatih autora poput ABBA, Donna Summer, Pet Shop Boys, Bee Gees i Depeche Mode, ali i vlastitih Madonninih pjesama. Pjesma “Isaac” je negativno dočekana kod izraelskih rabina koji su tvrdili da je tu riječ o učitelju kabale iz 16. stoljeća Isaac Lurieru. Međutim, Madonna je opovrgnula tvrdnje i rekla kako je ime pjesma dobila po Yitzhak Sinwaniu, koji je bio prateći glas u pjesmi.
Kritičari su hvalili album i prozvali ga Madonninim povratkom u njezin stil. Naglašavali su da je Madonna pronašla inspiraciju u dance glazbi koja ju je i postavila za zvijezdu kakva je danas. Također su hvalili i Priceov utjecaj, te su neki čak sve zasluge prepisali upravo njemu. Album je debitirao na prvom mjestu u većini zemalja svijeta. Ovo je bio Madonnin šesti broj 1 na Billboard 200 ljestvici. Do danas je album prodan u 12 milijuna primjeraka. Album je 2007. na 49. dodjeli nagrade Grammy dobio nagradu za "najbolji dance/elektronski album", a Madonna je na BRIT Awards 2006. dobila nagradu za "najbolju stranu izvođačicu". Turneja koja je promovirala album, Confessions Tour, je postala najunosnija turneja ženskog solo izvođača. Nakon 2 godine je taj rekord opet srušila Madonna sa svojom Sticky & Sweet Tour.
Četiri su singla izdana s albuma. "Hung Up" je postao Madonnin najuspješniji singl u svijetu. Na prva mjesta ljestvica se popeo u 45 zemalja, čime je zaradio rekor i u Guinnessovoj knjizi rekorda. Slijedio je singl “Sorry” koji je također bila komercijalna uspješnica i Madonnin dvanaesti broj 1 u Ujedinjenom Kraljevstvu. “Get Together” i “Jump” su izdani kao treći i četvrti singl s albuma i bili dance uspješnice.

## Nastanak albuma
Confessions on a Dance Floor je Madonnin deseti studijski album. Sadrži elemente diska 70-ih, elektro-popa 80-ih i moderne klupske glazbe. Odlučila se za uključivanje disco glazbe u svoje pjesme, ali nije željela ponavljati svoje uratke iz prošlosti. Madonna se željela odužiti umjetnicima poput Bee Gees i Giorgio Moroder. Pjesme su odražavale Madonnine misli o ljubavi, slavi i religiji pa je tako proizašao naslov Confessions on a Dance Floor. Ovo je bio potpuno drugačiji smjer nego na prošlom albumu American Life, na kojemu je jasno izražena oštra kritika na američko društvo. Madonna je izjavila:
"Kada sam pisala American Life, bila sam vrlo ljuta uzrujana na ono što se događa u svijetu oko mene, [...] bila sam ljuta i morala sam to skinuti s prsa. Izrekla sam mnogo političkih izjava. Ali sada se samo želim zabaviti, želim plesati i želim da se i drugi tako osjećaju. Puno je ljutnje u ovom svijetu, a ja želim da ljudi budu sretni".
Madonna je nastavila suradnju s Mirwais Ahmadzaijem koja je započela još na albumu Music iz 2000. Ali suradnja nije proizvela ono što je Madonna željela. Za Mirwaisa je rekla: "Mirwais je vrlo političan i inteligentan. Samo samo sjedili i pričali o politici cijelo vrijeme. Pa to tako nije moglo pomoći u stvaranju glazbe bez te teme."
Nakon snimanja dvije pjesme s Mirwaisom, Madonna je odlučila zaustaviti projekt u samom početku. Tada se upoznala s Stuart Priceom, te su započeli suradnju u namjeri snimanja filma. Ali taj plan je napušten, te su se odlučili za suradnju na albumu. Kako je snimila dokumentarni film I'm Going to Tell You a Secret u kojem je iznijela svoja politička stajališta, ovaj album je mogla napisati bez istih. Rekla je:
"Bila sam mao vamo, malo tamo. Doslovno sam radila s Jonasom Akerlundom na dokumentarcu, a zatim sa Stuartom na albumu. Bili smo satlno zajedno, Od 350 sati materijala, smanjiti to na samo 2. Tu je bilo puno važnih stvari na koje se moralo misliti. Kada mi je malo trebalo odmora od toga, išla sam Stuartu. Tamo sam željela plesati, biti sretna. Željela sam i druge razveseliti ovim albumom. Album je bio reakcija na sve stvari koje sam radila i koje su mi se događale. Nadam se da to ne implicira da je ovaj album nastao kao površan, jer to nije. Željela sam da se ljudi smiju kada čuju pjesme s albuma. Željela sam se smijati i ja sama."

## Snimanje
U razgovoru za Billboard, Madonna je komentirala kako je proces snimanja bio dati-uzeti situacija. Izjavila je kao je Price običavao ostati budan cijelu noć kao bi radio na pjesmama. Bilo mu je malo lakše jer je radio kao DJ u noćnim klubovima pa je navikao ostajati budan. Tako je Madonna mogla raditi na drugim aspektima skladanja. Naglasila je kako ona i Price imaju različite karaktere, što im je pomoglo u suradnji. Pjesme su uglavnom nastale u Priceovoj kući. Madonna je izjavila:
"Snimili smo mnogo u toj kući. Dolazila bi ujutro, a Stuart bi otvarao vrata u svojim nogama čarapama jer je bio budan cijelu noć. Donijela bi mu kavu i rekla: Stuart, kuća ti je u neredu i nemaš nikakve hrane. Tada bi nazvala nekoga iz moje kuće da donesu hranu kod njega. Onda bi radili cijeli dan. Bili smo vrlo čudan par."
Također je naglasila kako je to prijateljstvo još od Re-Invention Tour i kako je njihov odnos više nalik brat-sestra, nego čista poslovna suradnja.
Madonna je rekla za album:
"Nisam željela niti jednu baladu. Nisam željela stanke među pjesmama, nego jednu pjesmu da se nastavlja na prethodnu – kao u disku. (...) Kad napravim neki album, često se zna dogoditi da mi se remix sviđa više nego originalna verzija. Pa sam pomislila, idem s tog gledišta nešto napraviti. Želim sve te pjesme čuti u klubovima. Pristupila sam poslu više s pogleda DJ-a, pa je to i utjecalo na cijeli dance stil koji dominira albumom."

## Glazba i tekst
Album je uglazbljen kao set DJ-a u noćnom klubu. Glazba počinje lagano i sretno, zatim napreduje i postaje intenzivna s tekstovima o osobnim osjećajima tj. o "Confessions" (priznanjima). Madonna je rekla: "Ovo je smjer u kojem smo željeli ići. Željeli smo napraviti nešto što možete pustiti na zabavi ili u svom autu, gdje ne morate preskakati balade." Na album je uvela disko glazbu, a najpoznatiji primjer je ABBA-in ulomak u pjesmi "Hung Up". Koristila je dio iz pjesme "Gimme! Gimme! Gimme! (A Man After Midnight)", za čije je dopuuštenje osobno zvala Benny Anderssona i Björn Ulvaeusa, a oni su joj to dopustili. Madonna je bila drugi umjetnik u povjesti kojima je ABBA dopustila korištenje njihove glazbe. Korišteni su i dijelovi pjesama Pet Shop Boysa, Depeche Modea, i Daft Punka. Za drugu pjesmu s albuma "Get Together", Madonna kaže da je to prepravljeni hit "Holiday" (1983). Klupski dance utjecaj je dobio izražaj na trećoj pjesmi "Sorry". Album ima i pjesmu koja se zove "Forbidden Love", isto kao i pjesma s Madonninog šestog studijskog albuma Bedtime Stories, ali su pjesme različite. Ova sadrži elemente grupe Kraftwerk. Što se imena pjesama tiče, Madonna je rekla: "Napravila sam to namjerno, […] Ako ću već nekoga imitirati, onda ću samu sebe. Osjećam kao da sam zavijedila to pravo."
Pjesma "Push" je napisana kao nastavak Madonnine pjesme "Borderline" (1984), a posvećena je tadašnjem Madonninom suprugu Guy Ritchie. Pulsirajući ritam je prisutan u pjesmi "Isaac", koja se jedina može smatrati baladom na albumu. Ovu pjesmu su kritizirali grupa izraelskih rabina koji su tvrdili da je u pjesmi riječ o sramoćenju njihove religije i učitelju kabale iz šesnaestog stoljeća Issac Lurier (Yitzhak Luria na arapskom jeziku). Madonna je tvrdila da je pjesma dobila ime po pjevaču Yitzhak Sinwani koji s njom pjesva u pjesmi. U početku je Madonna razmišljala nazvati pjesmu "Fear of Flying", ali je to odbačeno i pjesma je jednostavno nazvana "Issac" kao engleski prijevod pjevačevog imena. Madonna je na tu temu rekla:
"Vi podupirete apsurdnost grupe izraelskih rabina koji tvrde da je ovo bogohuljenje a nisu ni čuli pjesmu? I svi mediji to prenose kao da je to istina. To je pomalo čudno. Ali još čudnije je to da ta pjesma nije o Isaac Lurieru kao što rabini tvrde. Pjesma je dobila ime po Yitzhak Sinwaniju koji pjeva na jermenskom jeziku. Nisam znala kako nazvati pjesmu, pa sam je nazvala "Isaac". Zanimljivo je kako ljudski umovi rade […] On kaže: "Ako su sva vrata svih ljudi zatvorena za tebe, vrata raja će uvijek biti otvorena". Riječi su stare preko 1000 godina […] Yitzhak je moj stari prijatelj. Nikada nije snimio pjesmu. Dolazi iz obitelji krasnih pjevača. Stuart i ja smo ga zamolili da dođe jedan dan u studio. Tada smo mu rekli: "Sada ćemo te snimiti. Ali ne znamo što ćemo s time napraviti." On je besprijekoran. Jedan pokušaj, bez krivih nota. Nije trebao ni mikrofon. Uzeli smo jednu pjesmu koju je otpjevao i rekla sam Stuartu: "Idemo napraviti nešto s tim. Napravit ćemo refren, a zatim će ja napraviti ostatak teksta". I tako je nastala ova pjesma."
Tekstovi pjesma na albumu uključuju i neke dijelove Madonnine glazbene povijesti i izrčene su u obliki "priznanja". "Hung Up" sadrži dijelove teksta iz Madonninog dueta s Princeom "Love Song" (1989) s albuma Like a Prayer. "Jump" je napisana kao nastavak Madonnine pjesme iz 1990. "Keep It Together". "How High" se odnosi na dvije pjesme s Madonninog osmog studijskog albuma Music, "Nobody's Perfect" i "I Deserve It". Za tekst u pjesmi "Push" zahvaljuje osobi koja ju je poticala na pomicanje granica svojih limita. "I Love New York" je pjesma u kojoj Madonna hvali grad koji ju je proslavio. U ostalim pjesma pjeva o uspjehu i slavi ("Let It Will Be"), i ispreplitanju prošlosti, sadašnjosti i budućnosti ("Like It Or Not").

## Recenzije
Keith Caulfield iz časopisa Billboard je rekao kako je Confessions "dobrodošao povratak fome Kraljice Popa". Stephen Thomas Erlewine iz Allmusic je komentirao kako je ovaj album prvi Madonnin na kojemu zvuči kao veteran glazbe koju je stvorila za "klubove ili drugim riječima, za svoju najvjerniju publiku". BBC kaže: "ovo je najkomercijalniji album koji je Madonna snimila unazad 15 godina i magičan je". Entertainment Weekly kaže da su "sva nastojanja da bude vrtoglav i spontan, ipak, Confessions i nije takav". The Guardian kaže da je album "možda povratak temeljnim vrijednostima, ali ipak ima hrabrosti". Napominju kako se album može staviti zajedno s Madonninim ostalim albumima poput True Blue (1986) i Like a Prayer (1989). Zasluge su prepisali Stuartu Priceu, ali napomenili su kako bi album bio ništa bez Madonne, ali je Price taj koji uzima zasluge. Pitchfork Media kažu kako se "Madonna ponovno re-izumila" te da je album čini mlađom. Međutim osjećaju kako je prva polovica albuma do "I Love New York" snažna, dok druga polovica "gubi ravnotežu između pop lakomislenosti i spiritualne ozbiljnosti". Glazbeni kritičar Robert Christgau uspoređuje album s Madonninim debitantskim albumom.
Kelefa Sanneh iz The New York Times naziva album "bogatim". PopMatters.com kaže za album da "dokazuje da je Madonna, koja se bliži pedesetima, ključna snaga u sve opsežnijem krajoliku popularne glazbe". Slant Magazine je bio impresioniran albmom te kaže da je "Madonna uz pomoć Pricea, [...] uspjela stvoriti dance-pop odiseju s emocijama". Rolling Stone kaže da album oslikava kako "Madonna nikada nije izgubila vjeru u snagu beata." Međutim, misli da Confessions neće proći test vremena kao prijašnji klupski hitovi, ali pokazuje svoj cilj. Madonna još uvijek može uzdrmati ljude". About.com kaže da je album "solidno postignuće i vrijedan slušanja", dok drugi autor s ove stranice kaže da je ovo Madonnin najzabavniji album još od True Blue (1986). Otvoreni radio kaže: "Nakon više od dvadeset godina suverene vladavine u glazbenom, modnom i inovativnom smislu Madonna se novim albumom vraća na početak karijere stvarajući dvanaest novih plesnih poslastica ustoličenih na albumu 'Confessions On A Dance Floor'. Album iako osnovno naslonjen na početak njene karijere nudi koncepcijski presjek svega što je dosad stvorila, [...] Ovaj album predstavlja svojevrstan jubilej kao deseti studijski album u Madonninoj karijeri koja je uz slabije prodavan zadnji album - 'American Life' novo osvježenje i garancija da disko sound ponovno dolazi u modu jer ga je upravo neosporna Kraljica popa odlučila reanimirati." SoundGuardian je podijelio vro dobre komentare, te između ostalog kaže: "Album je divan, plesan ritmičan... jednostavno vam dođe da skočite iz kreveta, fotelje i da zaplešete! Snimljen u duhu razularenih sedamdesetih, iz kojih je izvučeno ono najeksplozivnije, a dotjeran modernom produkcijom ovaj album jednostavno nije mogao ispasti loše. Kada uzmemo još činjenicu da je album potpisala Madonna uspjeh je zajamčen!"

## Komercijalni uspjeh
U Sjedinjenim Američkim Državama Confessions on a Dance Floor debitirao je na prvom mjestu Billboard 200 ljestvice s prodanih 350,600 kopija. Postao je to Madonnin šesti broj jedan album, i treći uzastopni sljedeći Music (2000) i American Life (2003). Do dans je album prodan u više od 1.703 milijuna primjeraka u SAD-u. Album je 14. prosinca 2005. dobio platinastu certifikaciju prema RIAA-i za prodaju milijun primjeraka.U Australiji je album također debitirao na vrhu ljestvice. Od tada je prema ARIA-i zaradio dvostruku platinastu certifikaciju s prodanih više od 140.000 primjeraka. Album je debitirao i na prvom mjestu Canadian Albums Chart s prodanih 74.000 primjeraka, a do danas je nagrađen s peterostrukom platinastom certifikacijom za prodanih više od 500.000 primjeraka.
U Ujedinjenom Kraljevstvu je album debitirao na prvom mjestu i postao Madonnin deveti broj 1 album, a pradan je u više od 1.6 milijuna primjeraka. Isti taj tjedan se najavni singl "Hung Up" uspeo na prvo mjesto ljestvice singlova. Ovo je bio Madonnin peti uzastopni album broj 1 u UK-u. Album je bio na prvom mjestu mnogih europskih zemalja, a 13. rujna 2006. mu je IFPI dodijelio četverostruku platinastu certifikaciju. U Irskoj je album dospio na treće mjesto, dok je u Francuskoj debitirao na 113. mjestu a sljedeći tjedan se popeo na 1. mjesto. U Austriji, Belgiji, Danskoj, Finskoj, Francuskoj, Njemačkoj, Grčkoj, Mađarskoj, Norveškoj, Poljskoj, Španjolskoj, Švedskoj i Švicarskoj je album dospio na 1. mjesto.
Do danas je album prodan u 12 milijuna primjeraka.
Madonna je osvojila nagradu za "najbolju internacionalnu pjevačicu" na BRIT Awardsu 2006, te je osvojila i nagrade za "najprodavanijeg pop izvođača" i "najprodavanijeg američkog glazbenika" na World Music Awards 2006. MTV ju je nominirao za "najboljeh ženskog izvođača", "najbolju pop glazbu", "najbolji album godine" kao i za "najbolji glazbeni video" za singl "Hung Up". Na Novello Awardsu je 2007. osvojila nagradu za "inernacionalni hit godine" za singl "Sorry". 2007. je i osvojila nagradu Grammy za "najbolji dance album".
U ovom "Confessions periodu" je Madonna osvojila najviše internacionalnih nagrada u jednoj godini.

## Promocija albuma
U svrhu promocije novog albuma Madonna je nastupala 2005. na dodjeli MTV-jevih nagrada i 2006. na dodjeli Grammy nagrada. Osim toga, napravila je i nekoliko koncerata kao malu turneju i uvod u veliku Confessions Tour 2006. Nastupala je u Londonu, Sjedinjenim Državama, Japanu, Njemačkoj i Francuskoj. Izvodila je sljedeća pjesme:
1. "Hung Up"
2. "Get Together"
3. "Sorry"
4. "I Love New York"
5. "Ray of Light"
6. "Let It Will Be"
7. "Everybody"

Promocija albuma se nastavila s velikom Confessions Tour koja je započela u svibnju 2006. Turneja je zaradila 194.7 milijuna $ i postala najunosnija turneja ženskog izvođača u to vrijeme. Turneja je primila Pollstarovu nagradu za "najkreativniju pozornicu", te Billboarovu nagradu za "najunosniji koncert".

## Singlovi
"Hung Up" je izdan kao najavni singl 17. listopada 2005. Pjesma je stekla poštovanje kritičara, koji su bili mišljenja kako bi pjesma trebala vratiti Madonninu popularnost koja je opala zbog prošlog albuma. Kritičari su tvrdili da je ovo Madonnin najbolja dance pjesma do danas. Hvalili su i uključivanje ABBA-inog dijela. Pjesma je postala svjetski komercijalni uspjeh, i s prvim mjestom na ljestvicama singlova u 45 zemalja svijeta je zaradila mjesto u Guinnessovoj knjizi rekorda. U Sjedinjenim je Državama ovo bio Madonnin trideset i šesti Top 10 singl, čime se izjednačila s Elvis Presleyjem na vrhu liste umjetnika s najviše Top 10 pjesama. Prateći glazbeni video je bio u čast John Travolti, njegovim pokretima i plesu. Režiser videa je Johan Reneck, a video prikazuje Madonnu kako vježba plesu u studiju, te kasnije odlazi u klub gdje pleše sa svojim plesačima.
"Sorry" je izdan kao drugi singl s albuma 28. veljače 2006. Pjesma je primila pozitivne komentare od strane kritičara, koji su pjesmu proglasili najjačom pjesmom na albumu. Neki su kritičari komentirali disco utjecaj dok su drugi uspoređivali pjesmu s Madonninim ostalim dance hitovima. Pjesma je zabilježila komercijalni uspjeh. Na vrh ljestvica se popela u Italiji, Španjolskoj, Rumunjskoj i Ujedinjenom Kraljevstvu gdje je postala Madonnina dvanaesta broj 1 pjesma. U ostatku svijeta je pjesma većinom bila Top 10 singl. Ali u Sjedinjenim Državama je pjesma bila manje komercijalno uspješna zbog slabijeg emitiranja na radio postajama. Ali usprkos tome, pjesma je bila na vrhu dance ljestvica. Glazeni video je bio nastavak onog za "Hung Up". Prikazuje Madonnu i njezine plesače u kombiju kako se voze kroz grad, te kako plešu unutra i s ulice traže muškarce koji im se pridružuju.
"Get Together" je treći singl s albuma koji je izdan 6. lipnja 2006. Odluku da će ovo biti treći singl su donijeli prem tome jer je pjesma bila treća najčešće downloadirana pjesma s albuma. Izdana je zajedno s početkom Confessions Tour. Pjesma je bila velika uspješnica na dance ljestvicama u SAD-u, ali nije uspjela ući na Hot 100 ljestvicu. Pjesma je dospjela u Top 10 u Australiji, Kanadi, Ujedinjenom Kraljevstvu i Italiji dok se na prvo mjesto popela u Španjolskoj. Glazbeni video sadrži snimku Madonninog nastupa u londonskom Koko Clubu, ali je spot animiran.
"Jump" je četvrti i konačni singl s albuma. Izdan je 31. listopada 2006. Kritičari su hvalili pjesmu zbog teme. Pjesma je dospjela unutar Top 10 u nekim europskim zemljama, dok se na prvo mjesto popela u Italiji i Mađarskoj. U SAD-u je ovo također bila dance uspješnica, ali nije dospjela unutar Hot 100 ljestvice. Madonna je nosila plavu vlasulju i kožu u glazbenom videu. Pjevala je pjesmu i plesala isperd mnogo različitih neonskih znakova. Ubacivali su se kadrovi gdje Madonnini plesači izvode različite plesove na ulici.

## Popis skladbi
| Br. | Skladba           | Tekstopisac                                                  | Producent(i)              | Trajanje |
| --- | ----------------- | ------------------------------------------------------------ | ------------------------- | -------- |
| 1.  | »Hung Up«         | Madonna, Stuart Price, Benny Andersson, Björn Ulvaeus        | Madonna, S. Price         | 5:36     |
| 2.  | »Get Together«    | Madonna, Anders Bagge, Peer Astrom, S. Price                 | Madonna, S. Price         | 5:27     |
| 3.  | »Sorry«           | Madonna, S. Price                                            | Madonna, S. Price         | 4:43     |
| 4.  | »Future Lovers«   | Madonna, Mirwais Ahmadzaï                                    | Madonna, M. Ahmadzaï      | 4:51     |
| 5.  | »I Love New York« | Madonna, S. Price                                            | Madonna, S. Price         | 4:11     |
| 6.  | »Let It Will Be«  | Madonna, M. Ahmadzaï, S. Price                               | Madonna, S. Price         | 4:16     |
| 7.  | »Forbidden Love«  | Madonna, S. Price                                            | Madonna, S. Price         | 4:22     |
| 8.  | »Jump«            | Madonna, Joe Henry, S. Price                                 | Madonna, S. Price         | 3:46     |
| 9.  | »How High«        | Madonna, Christian Karlsson, Pontus Winnberg, Henrik Jonback | Madonna, Bloodshy & Avant | 4:40     |
| 10. | »Isaac«           | Madonna, S. Price                                            | Madonna, S. Price         | 6:03     |
| 11. | »Push«            | Madonna, S. Price                                            | Madonna, S. Price         | 3:57     |
| 12. | »Like It or Not«  | Madonna, C. Karlsson, P. Winnberg, H. Jonback                | Madonna, Bloodshy & Avant | 4:31     |

| 13. | »Fighting Spirit« | Madonna, M. Ahmadzaï | Madonna, M. Ahmadzaï | 3:32 |

## Uspjeh na ljestvicama i certifikacije
| Država                 | Pozicija |
| ---------------------- | -------- |
| Argentina              | 1        |
| Australija             | 1        |
| Austrija               | 1        |
| Belgija                | 1        |
| Brazil                 | 1        |
| Danska                 | 1        |
| Europa                 | 1        |
| Finska                 | 1        |
| Francuska              | 1        |
| Grčka                  | 1        |
| Irska                  | 3        |
| Italija                | 1        |
| Japan                  | 5        |
| Kanada                 | 1        |
| Mađarska               | 1        |
| Meksiko                | 1        |
| Nizozemska             | 1        |
| Novi Zeland            | 5        |
| Njemačka               | 1        |
| Poljska                | 1        |
| Portugal               | 1        |
| Španjolska             | 1        |
| Švedska                | 1        |
| Švicarska              | 1        |
| Ujedinjeno Kraljevstvo | 1        |
| US Billboard 200       | 1        |

| Država                 | Certifikacija |
| ---------------------- | ------------- |
| Argentina              | 2× Platinasta |
| Australija             | 2× Platinasta |
| Belgija                | Platinasta    |
| Brazil                 | Zlatna        |
| Danska                 | 2× Platinasta |
| Europa                 | 4× Platinasta |
| Finska                 | Platinasta    |
| Francuska              | Dijamantna    |
| Grčka                  | 2× Platinasta |
| Hong Kong              | Zlatna        |
| Irska                  | 4× Platinasta |
| Italija                | Dijamantna    |
| Japan                  | 2× Platinasta |
| Kanada                 | 5× Platinasta |
| Mađarska               | 2× Platinasta |
| Meksiko                | Platinasta    |
| Nizozemska             | Platinasta    |
| Novi Zeland            | Platinasta    |
| Njemačka               | 3× Platinasta |
| Poljska                | Platinasta    |
| Rusija                 | 5× Platinasta |
| Španjolska             | 2× Platinasta |
| Švedska                | 2× Platinasta |
| Švicarska              | 3× Platinasta |
| Ujedinjeno Kraljevstvo | 4× Platinasta |
| Sjedinjene Države      | Platinasta    |

### Godišnja lista albuma
| Ljestvica (2006)        | Pozicija |
| ----------------------- | -------- |
| European Hot 100 Albums | 2        |
| US Billboard 200        | 22       |

### Singlovi
| 2005                                              | "Hung Up"[P]   | 7   | 1 | 1  | 1  | 1 | 1  | 1  | 1 | 1  | 1 | - US: Platinasta - AUS: Platinasta - KAN: Platinasta |
| 2006                                              | "Sorry"        | 58  | 1 | 4  | 8  | 2 | 5  | 5  | 1 | 4  | 1 | —                                                    |
| 2006                                              | "Get Together" | 106 | 1 | 13 | 35 | 4 | 26 | 28 | 2 | 24 | 7 | —                                                    |
| 2006                                              | "Jump"         | 105 | 1 | 29 | 20 | 7 | —  | 23 | 1 | 21 | 9 | —                                                    |
| "—" nije izdana ili se nije pojavila na ljestvici |                |     |   |    |    |   |    |    |   |    |   |                                                      |

### Prethodnici i nasljednici na ljestvicama
| Prethodnik The Road and the Radio (Kenny Chesney) | U.S. Billboard 200 broj 1 albumi (27. studenog 2005. - 3. prosinca 2005.) | Nasljednik Hypnotize (System of a Down) |

| Prethodnik Ancora (Il Divo) | UK Albums Chart broj 1 albumi (19. studenog 2005. - 2. prosinca 2005.) | Nasljednik Curtain Call: The Hits (Eminem) |

| Prethodnik Ancora (Il Divo) | Australian Albums Chart broj 1 albumi (21. studenog 2005. - 27. studenog 2005.) | Nasljednik Curtain Call: The Hits (Eminem) |

## Album u Hrvatskoj
| Hrvatska top lista prodaje 2006 (Hrvatska diskografska udruga) | Hrvatska top lista prodaje 2006 (Hrvatska diskografska udruga) | Hrvatska top lista prodaje 2006 (Hrvatska diskografska udruga) | Hrvatska top lista prodaje 2006 (Hrvatska diskografska udruga) | Hrvatska top lista prodaje 2006 (Hrvatska diskografska udruga) | Hrvatska top lista prodaje 2006 (Hrvatska diskografska udruga) | Hrvatska top lista prodaje 2006 (Hrvatska diskografska udruga) | Hrvatska top lista prodaje 2006 (Hrvatska diskografska udruga) | Hrvatska top lista prodaje 2006 (Hrvatska diskografska udruga) | Hrvatska top lista prodaje 2006 (Hrvatska diskografska udruga) | Hrvatska top lista prodaje 2006 (Hrvatska diskografska udruga) | Hrvatska top lista prodaje 2006 (Hrvatska diskografska udruga) | Hrvatska top lista prodaje 2006 (Hrvatska diskografska udruga) | Hrvatska top lista prodaje 2006 (Hrvatska diskografska udruga) | Hrvatska top lista prodaje 2006 (Hrvatska diskografska udruga) | Hrvatska top lista prodaje 2006 (Hrvatska diskografska udruga) | Hrvatska top lista prodaje 2006 (Hrvatska diskografska udruga) | Hrvatska top lista prodaje 2006 (Hrvatska diskografska udruga) | Hrvatska top lista prodaje 2006 (Hrvatska diskografska udruga) | Hrvatska top lista prodaje 2006 (Hrvatska diskografska udruga) | Hrvatska top lista prodaje 2006 (Hrvatska diskografska udruga) | Hrvatska top lista prodaje 2006 (Hrvatska diskografska udruga) | Hrvatska top lista prodaje 2006 (Hrvatska diskografska udruga) | Hrvatska top lista prodaje 2006 (Hrvatska diskografska udruga) | Hrvatska top lista prodaje 2006 (Hrvatska diskografska udruga) | Hrvatska top lista prodaje 2006 (Hrvatska diskografska udruga) | Hrvatska top lista prodaje 2006 (Hrvatska diskografska udruga) | Hrvatska top lista prodaje 2006 (Hrvatska diskografska udruga) | Hrvatska top lista prodaje 2006 (Hrvatska diskografska udruga) | Hrvatska top lista prodaje 2006 (Hrvatska diskografska udruga) | Hrvatska top lista prodaje 2006 (Hrvatska diskografska udruga) | Hrvatska top lista prodaje 2006 (Hrvatska diskografska udruga) | Hrvatska top lista prodaje 2006 (Hrvatska diskografska udruga) | Hrvatska top lista prodaje 2006 (Hrvatska diskografska udruga) | Hrvatska top lista prodaje 2006 (Hrvatska diskografska udruga) | Hrvatska top lista prodaje 2006 (Hrvatska diskografska udruga) | Hrvatska top lista prodaje 2006 (Hrvatska diskografska udruga) | Hrvatska top lista prodaje 2006 (Hrvatska diskografska udruga) |
| Tjedan*                                                        | 01                                                             | 02                                                             | 03                                                             | 04                                                             | 05                                                             | 06                                                             | 07                                                             | 08                                                             | 09                                                             | 10                                                             | 11                                                             | 12                                                             | 13                                                             | 14                                                             | 15                                                             | 16                                                             | 17                                                             | 18                                                             | 19                                                             | 20                                                             | 21                                                             | 22                                                             | 23                                                             | 24                                                             | 25                                                             | 26                                                             | 27                                                             | 28                                                             | 29                                                             | 30                                                             | 31                                                             | 32                                                             | 33                                                             | 34                                                             | 35                                                             | 36                                                             | 37                                                             |
| -------------------------------------------------------------- | -------------------------------------------------------------- | -------------------------------------------------------------- | -------------------------------------------------------------- | -------------------------------------------------------------- | -------------------------------------------------------------- | -------------------------------------------------------------- | -------------------------------------------------------------- | -------------------------------------------------------------- | -------------------------------------------------------------- | -------------------------------------------------------------- | -------------------------------------------------------------- | -------------------------------------------------------------- | -------------------------------------------------------------- | -------------------------------------------------------------- | -------------------------------------------------------------- | -------------------------------------------------------------- | -------------------------------------------------------------- | -------------------------------------------------------------- | -------------------------------------------------------------- | -------------------------------------------------------------- | -------------------------------------------------------------- | -------------------------------------------------------------- | -------------------------------------------------------------- | -------------------------------------------------------------- | -------------------------------------------------------------- | -------------------------------------------------------------- | -------------------------------------------------------------- | -------------------------------------------------------------- | -------------------------------------------------------------- | -------------------------------------------------------------- | -------------------------------------------------------------- | -------------------------------------------------------------- | -------------------------------------------------------------- | -------------------------------------------------------------- | -------------------------------------------------------------- | -------------------------------------------------------------- | -------------------------------------------------------------- |
| Pozicija                                                       | 1                                                              | 1                                                              | 2                                                              | 3                                                              | 3                                                              | 3                                                              | 1                                                              | 2                                                              | 5                                                              | 21                                                             | 6                                                              | 10                                                             | 15                                                             | 7                                                              | 11                                                             | 9                                                              | 8                                                              | 13                                                             | 10                                                             | 16                                                             | 8                                                              | 9                                                              | 9                                                              | 20                                                             | x                                                              | x                                                              | 26                                                             | 17                                                             | 8                                                              | 11                                                             | x                                                              | 15                                                             | 4                                                              | 11                                                             | 17                                                             | 19                                                             | x                                                              |

*za prethodnu godinu nema službenih podataka

## Nagrade
MTV
| Godina | Pjesma    | Nagrada                        | Ishod     |
| ------ | --------- | ------------------------------ | --------- |
| 2006.  | "Hung Up" | Najbolji glazbeni video        | nominiran |
| 2006.  | "Hung Up" | Najbolji ženski glazbeni video | nominiran |
| 2006.  | "Hung Up" | Najbolji pop video             | nominiran |
| 2006.  | "Hung Up" | Najbolji dance video           | nominiran |
| 2006.  | "Hung Up" | Najbolja koreografija          | nominiran |

Grammy
| Godina | Pjesma                       | Nagrada                          | Ishod     |
| ------ | ---------------------------- | -------------------------------- | --------- |
| 2007.  | Confessions on a Dance Floor | Najbolji dance/elektronski album | osvojen   |
| 2007.  | "Get Together"               | Najbolje dance izdanje           | nominiran |

## Vanjske poveznice
- Službene web-stranice Madonne (engl.)